# Gewone vogelkers
De gewone vogelkers (Prunus padus) is een drie tot vijftien meter hoge boom uit de rozenfamilie (Rosaceae) die van nature voorkomt in de Benelux. De botanische naam Prunus is de Latijnse naam voor pruim en de soortaanduiding padus is het oude Latijnse woord voor de Italiaanse rivier Po. De boom zou deze soortaanduiding te danken hebben aan het feit dat hij in groten getale aan de rivieroever van de Po voorkwam.
De gewone vogelkers komt voor op vochthoudende zand- en leemgrond op open terrein en langs bosranden. Hij bloeit vanaf eind april met veel trossen van sterk geurende witte bloemen die door insecten bestoven worden. De vruchten zijn rijp in het najaar en worden door vogels en andere dieren gegeten. De plant vermeerdert zich niet alleen door zaad maar ook door wortelopslag.

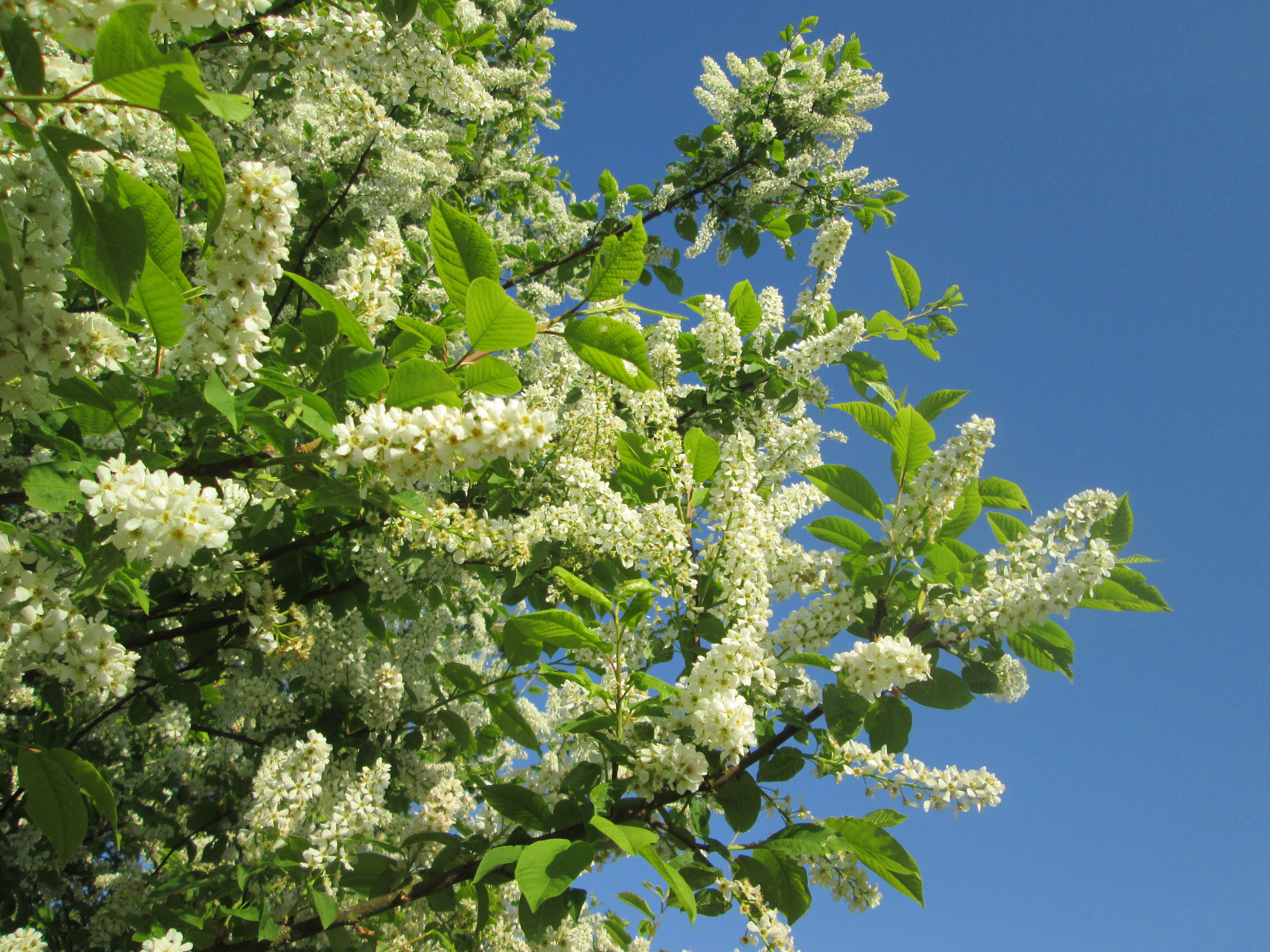
De bloeiwijze is een tros.

## Plantengemeenschap
De gewone vogelkers is een kensoort voor het verbond van els en gewone vogelkers (Alno-padion).